# Bagrat Bagration (mort en 988)
Bagrat Bagration (en géorgien : ბაგრატ ბაგრატიონი, Bagrat Bagrationi) (mort en 988) est un prince géorgien de la dynastie des Bagrations qui vécut au Xe siècle.

## Biographie
Bagrat Bagration est le second fils de l'« eristavi des eristavis » Soumbat Davitisdze et d'une fille de Bagrat Mampali. Il est probable qu'il soit né après 950 car il n'est pas cité dans De administrando Imperio, de l'empereur Constantin VII, qui nomme pourtant ses parents. Bagrat Soumbatisdze n'est connu que par les Chroniques géorgiennes, qui lui donnent pour descendance deux fils, Gourguen et Soumbat. Il serait mort, d'après la même source, quarante jours après son père, en 988.

## Autres

### Sources
- Cyrille Toumanoff, Les dynasties de la Caucasie chrétienne de l'Antiquité jusqu'au XIXe siècle : Tables généalogiques et chronologiques, Rome, 1990, p. 132-133.
- Marie-Félicité Brosset, Histoire de la Géorgie de l'Antiquité au XIXe siècle, Saint-Pétersbourg, 1849, p.  271-272.